# بني بالليل (نجرة)

تعديل مصدري - تعديل

بني بالليل هي إحدى قرى عزلة الشرقى بمديرية نجرة التابعة لمحافظة حجة، بلغ تعداد سكانها 123 نسمة حسب تعداد اليمن لعام 2004.